# Back to the garden
Back to the garden is het tweede studioalbum dat Dave Cartwright uitbracht via Transatlantic Records. 

## Inleiding
Het album verscheen daar al had de folkzanger regelmatig problemen met het beleid van het platenlabel. Cartwright trok met een aantal musici, waaronder gerenommeerde musici, de Majestic Recording Studios in voor dit tweede album. Een van de musici, Roy Babbington, kwam uit een totaal andere muzikale richting dan Cartwright; Babbington was bassist bij Soft Machine. Mike Moran, ook een bekende popmusicus, hielp Cartwright bij het coördineren van de opnamen. Andere steun kwam van folkmusicus Harvey Andrews.
De uitgifte van het album kwam met een grote poster, die opgevouwen in de elpeehoes zat. 

## Musici
- Dave Cartwright – zang, twaalfsnarige gitaar, mondharp
- Chris Karan – drumstel (was drummer binnen de jazz, speelde onder andere met Ian Carr, Mike Batt en Roger Glover)
- Barry de Sousa – drumstel, was studiomuzikant
- Roy Babbington – basgitaar
- Mo Foster – basgitaar maakte talloze opnamen
- Mike Moran – toetsinstrumenten, componeerde bijvoorbeeld Rock bottom van Lynsey de Paul (Eurovisiesongfestival 1977)
- Ted Taylor - toetsinstrumenten
- Paul Keough (speelde bij Carly Simon), Ray Fenwick- gitaren
- Graham Preskett – bouzouki, viool, mondharp, mandoline, oscillator

## Muziek
| Nr. | Titel                        | Duur |
| --- | ---------------------------- | ---- |
| 1.  | Nights of magic              | 4:45 |
| 2.  | My delicate skin             | 2:50 |
| 3.  | Cobweb room                  | 3:50 |
| 4.  | To make tomorrow green       | 3:25 |
| 5.  | A little bit of glory        | 3:35 |
| 6.  | Dark eyed sailor             | 3:55 |
| 7.  | Shepherd’s return            | 5:30 |
| 8.  | Chains                       | 4:00 |
| 9.  | Angeline                     | 2:45 |
| 10. | Dance of the seasons         | 3:30 |
| 11. | Back to the garden (reprise) | 1:05 |

Een eigenaardigheidje is de track A little bit of glory. Dat is dezelfde titel als zijn eerste album, maar verscheen op dit album. My delicate skin, in Nederland apart uitgegeven onder B-kant van single Nights of magic, kreeg enige bekendheid omdat journalist Charles Shaar Murray van New Musical Express bij de bespreking van het nummer niet in zijn normale hoedanigheid werd afgebeeld, maar als glamrocker. Het was een knipoog naar de platenhoes van Transformer van Lou Reed, dat geproduceerd was door David Bowie. My delicate skin werd in 2019 uitgegeven op het verzamelalbum Strangers in the room, gewijd aan Britse folk met namen als Steeleye Span, The Humblebums, Matthews Southern Comfort en Fairport Convention.
De laatste track Back to the garden kreeg toevoeging “reprise”, hetgeen meestal wijst op een kleine herhaling; het album heeft echter geen tracks waarnaar het verwijst.  
Een aantal tracks (waaronder My delicate skin) nam Cartwright op op het in eigen beheer uitgegeven The Transatlantic Years. Hij noemde daarbij het studiowerken verstikkend.